# Juan Jesús Gutiérrez
Juan Jesús Gutiérrez Cuevas (ur. 26 czerwca 1969 w Reinosa) – hiszpański biegacz narciarski, reprezentant klubu C. E. M. Solvay.

## Kariera
Pierwszy raz na arenie międzynarodowej Juan Jesús Gutiérrez pojawił się na mistrzostwach świata w Val di Fiemme w 1991 roku, gdzie zajął między innymi dziewiąte miejsce w biegu na 50 km techniką dowolną. W imprezach tego cyklu najlepszy wynik Hiszpan osiągnął podczas rozgrywanych cztery lata później mistrzostw świata w Thunder Bay, gdzie na tym samym dystansie zajął szóstą pozycję. Jego najlepszym indywidualnym wynikiem olimpijskim był siedemnaste miejsce w biegu na 30 km stylem dowolnym podczas igrzysk w Salt Lake City w 2002 roku. W Pucharze Świata zadebiutował 7 grudnia 1991 roku w Silver Star, gdzie zajął 82. miejsce w biegu na 10 km stylem klasycznym. Pierwsze pucharowe punkty zdobył blisko półtora roku później - 6 marca 1993 roku w Lahti zajął 28. miejsce na dystansie 30 km stylem dowolnym. Najlepsze wyniki osiągnął w sezonie 1994/1995, kiedy w klasyfikacji generalnej zajął 31. miejsce. Gutiérrez wywalczył jedno pucharowe podium - 20 lutego 2000 roku w Lamoura był trzeci na dystansie 72 km stylem dowolnym, ulegając jedynie innemu reprezentantowi Hiszpanii – Johannowi Mühleggowi oraz Perowi Elofssonowi ze Szwecji. Wyścig ten należał również do cyklu FIS Marathon Cup, w którym startował do 2005 roku. Łącznie pięciokrotnie stawał na podium maratonów, w tym trzykrotnie zwyciężał.
Jego brat Javier Gutiérrez również jest biegaczem narciarskim.

## Osiągnięcia

### Igrzyska olimpijskie
| Miejsce | Dzień     | Rok  | Miejscowość    | Konkurencja             | Czas biegu    | Strata       | Zwycięzca                   |
| ------- | --------- | ---- | -------------- | ----------------------- | ------------- | ------------ | --------------------------- |
| 39.     | 13 lutego | 1992 | Albertville    | 10 km stylem klasycznym | 27:36.0 min   | +3:26.6 min  | Vegard Ulvang               |
| 37.     | 15 lutego | 1992 | Albertville    | Bieg pościgowy na 25 km | 1:05:37.9 min | +5:27.3 min  | Bjørn Dæhlie                |
| 14.     | 18 lutego | 1992 | Albertville    | Sztafeta 4 × 10 km      | 1:39:26.0 h   | +12:39.3 min | Norwegia                    |
| 19.     | 22 lutego | 1992 | Albertville    | 50 km stylem dowolnym   | 2:03:41.5 min | +8:00.6 min  | Bjørn Dæhlie                |
| 30.     | 14 lutego | 1994 | Lillehammer    | 30 km stylem dowolnym   | 1:12:26.4 h   | +7:20.9 min  | Thomas Alsgaard             |
| 47.     | 17 lutego | 1994 | Lillehammer    | 10 km stylem klasycznym | 24:20.1 min   | +2:55.9 min  | Bjørn Dæhlie                |
| 28.     | 19 lutego | 1994 | Lillehammer    | 10+15 km pościgowy      | 1:00:08.8 min | +5:11.2 min  | Bjørn Dæhlie                |
| 19.     | 27 lutego | 1994 | Lillehammer    | 50 km stylem klasycznym | 2:07:20.3 h   | +7:02.2 min  | Władimir Smirnow            |
| 33.     | 12 lutego | 1998 | Nagano         | 10 km stylem klasycznym | 27:24.5 min   | +2:04.5 min  | Bjørn Dæhlie                |
| DNF     | 14 lutego | 1998 | Nagano         | 10+15 km pościgowy      | 1:07:01.7 h   | -            | Thomas Alsgaard             |
| 19.     | 17 lutego | 1998 | Nagano         | Sztafeta 4 × 10 km      | 1:40:55.7 h   | +8:32.2 min  | Norwegia                    |
| DNF     | 22 lutego | 1998 | Nagano         | 50 km stylem dowolnym   | 2:05:08.2 h   | -            | Bjørn Dæhlie                |
| 17.     | 9 lutego  | 2002 | Salt Lake City | 30 km stylem dowolnym   | 1:11:31.0 h   | +2:34.1 min  | Christian Hoffmann          |
| 37.     | 14 lutego | 2002 | Salt Lake City | 2x10 km łączony         | 49:48.9 min   | +2:05.6 min  | Thomas Alsgaard Frode Estil |
| 20.     | 23 lutego | 2002 | Salt Lake City | 50 km stylem klasycznym | 2:06:20.8 h   | +8:53.6 min  | Michaił Iwanow              |
| 2.      | 26 lutego | 2006 | Turyn          | 50 km stylem dowolnym   | 2:06:11.8 h   | +31.5 s      | Giorgio Di Centa            |

### Mistrzostwa świata
| Miejsce | Dzień     | Rok  | Miejscowość   | Konkurencja             | Czas biegu  | Strata       | Zwycięzca                     |
| ------- | --------- | ---- | ------------- | ----------------------- | ----------- | ------------ | ----------------------------- |
| 33.     | 9 lutego  | 1991 | Val di Fiemme | 15 km stylem dowolnym   | 36:57.2 min | +2:08.0 min  | Bjørn Dæhlie                  |
| 14.     | 15 lutego | 1991 | Val di Fiemme | Sztafeta 4 × 10 km      | 1:39:47.3 h | +11:41.7 min | Norwegia                      |
| 9.      | 17 lutego | 1991 | Val di Fiemme | 50 km stylem dowolnym   | 2:03:31.6 h | +3:56.8 min  | Terje Langli                  |
| 71.     | 22 lutego | 1993 | Falun         | 10 km stylem klasycznym | 24:51.6 min | +2:51.7 min  | Sture Sivertsen               |
| 50.     | 24 lutego | 1993 | Falun         | 10+15 km pościgowy      | 1:01:45.0 h | +5:10.5 min  | Bjørn Dæhlie Władimir Smirnow |
| 18.     | 28 lutego | 1993 | Falun         | 50 km stylem dowolnym   | 2:03:36.8 h | +6:14.1 min  | Torgny Mogren                 |
| 32.     | 11 marca  | 1995 | Thunder Bay   | 10 km stylem klasycznym | 24:52.3 min | +2:14.7 min  | Władimir Smirnow              |
| 15.     | 13 marca  | 1995 | Thunder Bay   | 10+15 km pościgowy      | 1:06:19.5 h | +2:10.3 min  | Władimir Smirnow              |
| 6.      | 19 marca  | 1995 | Thunder Bay   | 50 km stylem dowolnym   | 1:56:36.0 h | +2:59.0 min  | Silvio Fauner                 |
| 30.     | 21 lutego | 1997 | Trondheim     | 30 km stylem dowolnym   | 1:06:28.2 h | +3:29.9 min  | Aleksiej Prokurorow           |
| 68.     | 24 lutego | 1997 | Trondheim     | 10 km stylem klasycznym | 23:41.8 min | +4:59.3 min  | Bjørn Dæhlie                  |
| 39.     | 25 lutego | 1997 | Trondheim     | 10+15 km pościgowy      | 1:00:11.1 h | +5:22.6 min  | Bjørn Dæhlie                  |
| 20.     | 2 marca   | 1997 | Trondheim     | 50 km stylem klasycznym | 2:16:37.5 h | +9:28.6 min  | Mika Myllylä                  |
| 13.     | 19 lutego | 1999 | Ramsau        | 30 km stylem dowolnym   | 1:15:26.2 h | +3:13.2 min  | Mika Myllylä                  |
| 58.     | 22 lutego | 1999 | Ramsau        | 10 km stylem klasycznym | 24:19.2 min | +2:43.0 min  | Mika Myllylä                  |
| 30.     | 23 lutego | 1999 | Ramsau        | 10+15 km pościgowy      | 1:05:54.9 h | +2:58.2 min  | Thomas Alsgaard               |
| 17.     | 28 lutego | 1999 | Ramsau        | 50 km stylem klasycznym | 2:18:08.7 h | +6:27.6 min  | Mika Myllylä                  |
| 46.     | 17 lutego | 2001 | Lahti         | 2x10 km łączony         | 47:15.5 min | +3:13.2 min  | Per Elofsson                  |
| 31.     | 19 lutego | 2001 | Lahti         | 30 km stylem klasycznym | 1:14:17.9 h | +4:18.1 min  | Andrus Veerpalu               |
| 17.     | 25 lutego | 2001 | Lahti         | 50 km stylem dowolny    | 2:05:27.2 h | +7:27.2 min  | Johann Mühlegg                |
| 36.     | 23 lutego | 2003 | Val di Fiemme | 2x10 km łączony         | 47:42.3 min | +1:29.7 min  | Per Elofsson                  |
| 11.     | 1 marca   | 2003 | Val di Fiemme | 50 km stylem dowolnym   | 1:54:25.3 h | +2:38.1 min  | Martin Koukal                 |
| 37.     | 17 lutego | 2005 | Oberstdorf    | 15 km stylem dowolnym   | 34:49.7 min | +1:47.8 min  | Pietro Piller Cottrer         |

### Puchar Świata

#### Miejsca w klasyfikacji generalnej
- sezon 1990/1991: 35
- sezon 1992/1993: 66
- sezon 1993/1994: 52
- sezon 1994/1995: 31
- sezon 1995/1996: 85
- sezon 1996/1997: 56
- sezon 1997/1998: 57
- sezon 1998/1999: 32
- sezon 1999/2000: 48
- sezon 2000/2001: 120
- sezon 2001/2002: 94
- sezon 2003/2004: 112

#### Miejsca na podium
| Nr | Dzień     | Rok  | Miejscowość | Konkurencja           | Czas biegu | Miejsce | Strata    | Zwycięzca      |
| -- | --------- | ---- | ----------- | --------------------- | ---------- | ------- | --------- | -------------- |
| 1. | 9 grudnia | 2001 | Lamoura     | 72 km stylem dowolnym | 3:32:13 h  | 3.      | +4:12 min | Johann Mühlegg |

### FIS Marathon Cup

#### Miejsca w klasyfikacji generalnej
- sezon 1999/2000: ?
- sezon 2000/2001: 7.
- sezon 2001/2002: 5.
- sezon 2002/2003: 19.
- sezon 2003/2004: 20.
- sezon 2004/2005: 16.

#### Miejsca na podium
| Nr | Dzień       | Rok  | Zawody              | Dystans               | Czas biegu  | Pozycja | Strata    | Zwycięzca      |
| -- | ----------- | ---- | ------------------- | --------------------- | ----------- | ------- | --------- | -------------- |
| 1. | 20 lutego   | 2000 | Transjurassienne    | 72 km stylem dowolnym | 3:32:13 h   | 3.      | +4:12 min | Johann Mühlegg |
| 2. | 28 stycznia | 2001 | Marcialonga         | 70 km stylem dowolnym | 2:43:29:6 h | -       | 1.        | -              |
| 3. | 27 stycznia | 2002 | Marcialonga         | 70 km stylem dowolnym | 2:13:03:6 h | -       | 1.        | -              |
| 4. | 10 marca    | 2002 | Engadin Skimarathon | 42 km stylem dowolnym | 1:30.10.4 h | -       | 1.        | -              |
| 5. | 9 marca     | 2003 | Engadin Skimarathon | 42 km stylem dowolnym | 1:28.00.9 h | 3.      | +2.1 s    | Patrik Mächler |